# ألان جاي كيلوغ
ألان جاي كيلوغ (بالإنجليزية: Allan J. Kellogg) هو عسكري أمريكي، ولد في 1 أكتوبر 1943 في كونيتيكت في الولايات المتحدة.